# فانس لي تشاتل
فانس لي تشاتل (بالفرنسية: Vannes-le-Châtel)‏ هي بلدية تقع في فرنسا في Canton of Colombey-les-Belles.[بحاجة لمصدر] يقدر عدد سكانها بـ 515 نسمة ومساحتها 17.3 كم2 وترتفع عن سطح البحر 290 متر.